# 羅文裕 (電競選手)
羅文裕（1984年10月3日—），是台灣著名的《SF Online》步槍手，在台灣電競聯盟的暱稱為Sammy。與吳敬晨（Polo）為多年的電競戰友。曾於2008年到2010年間加入《華義Spider》，為SF團隊元老五人成員之一。曾於2009年同時拿下SF世界盃MVP與最佳步槍手兩項個人獎。
但隔年卻因父親生病之故，決定退休離開華義Spider電競隊，淡出電競界。但在退休後，華義SF團隊戰績不振，曾引發各界相關的討論，突顯了羅文裕在團隊的重要性。

## 生涯
- 1984年10月3日：羅文裕出生
- 2007年：所屬PadBear.Soc戰隊取得第一屆SF世界盃的參賽權，結果得到第三名（最後一名）。
- 2008年7月：加入華義Spider，暱稱為Sammy。
- 2008年7月25日：首場職業賽出賽，對手為電競狼。
- 2008年10月：生涯首次參加總冠軍賽，以直落二擊敗橘子熊，獲得首次生涯總冠軍。
- 2008年11月：參加第三屆SF世界盃，於冠軍賽擊敗韓國獲得冠軍。
- 2009年11月：生涯第二次次參加總冠軍賽，以直落四擊敗橘子熊，獲得生涯第二次總冠軍。且在SF世界盃中達成二連霸，拿下MVP。
- 2009年11月：獲得TeSL最佳步槍手的個人獎。
- 2010年8月：因家庭因素之故宣布退休。

## 所使用的帳號
| 帳號           | 時期                  | 使用年度  |
| -------------- | --------------------- | --------- |
|                | 業餘（SF Online）時期 |           |
| W.Spider_Sammy | 華義Spider時期        | 2008-2010 |

## 生涯成績
- TeSL例行賽

| 年度    | 所屬隊伍   | 位置   | 出賽 | 殺敵 | 陣亡 | 助攻 | K/D  | 連殺 | 連殺 | 連殺 | 連殺 | 爆頭 | 手榴彈 | 手槍 | 刺刀 |
| 年度    | 所屬隊伍   | 位置   | 出賽 | 殺敵 | 陣亡 | 助攻 | K/D  | 2    | 3    | 4    | 5    | 爆頭 | 手榴彈 | 手槍 | 刺刀 |
| ------- | ---------- | ------ | ---- | ---- | ---- | ---- | ---- | ---- | ---- | ---- | ---- | ---- | ------ | ---- | ---- |
| 2008    | 華義Spider | 步槍手 |      |      |      |      |      |      |      |      |      |      |        |      |      |
| 2009    | 華義Spider | 步槍手 | 42   | 307  | 255  | -    | 1.20 | 56   | 18   | 3    | 0    | 37   | 31     | 3    | 1    |
| 2010-11 | 華義Spider | 步槍手 | 10   | 84   | 78   |      | 1.08 | 15   | 4    | 1    | 0    | 9    | 4      | 1    | 0    |
| 總計    | 總計       | 總計   | 52   | 391  | 333  |      | 1.17 | 71   | 22   | 4    | 0    | 46   | 35     | 4    | 1    |

資料來源：台灣電子競技聯盟

## 個人經歷
- 國立臺中技術學院
- 《Pad.Bear》業餘SF Online戰隊
- 第一、三、四屆SF世界盃國手
- 華義Spider《SF Online》步槍手（2008-2010）

## 個人獎項
- TeSL年度總冠軍：2次（2008、2009）
- SF世界盃MVP（2009）
- TeSL《SF Online》最佳步槍手（2009）

## 參照
- 台灣電子競技聯盟
- 華義Spider
- 2010台韓職業電競國際聯賽
- SF Online

## 外部連結
- 台灣電子競技聯盟官網個人檔案
- 華義Spider官網個人檔案 （页面存档备份，存于）
- 《人物》堅持夢想　永不放棄　世界級的MVP－羅文裕